# إيليني
إيليني، (بالإنجليزية: Elini)، هي بلدية، في مقاطعة نوورو، في إقليم سردينيا الإيطالي، وتقع على بعد حوالي 80 كم (50 ميل) شمال شرق كالياري، وحوالي 11 كم (7 ميل) جنوب غرب تورتولو.

## السكان
في سنة 1861 بلغ عدد السكان 335 نسمة، وتطور العدد ليصل في سنة 2011 لـ 550 نسمة.
يظهر هذا المخطط البياني تطور النمو السكاني لـ إيليني